# Jeff LoVecchio
Jeffrey LoVecchio (* 26. August 1985 in Buffalo Grove, Illinois) ist ein US-amerikanischer Eishockeyspieler, der zuletzt bei Fehérvár AV19 in der Österreichischen Eishockey-Liga unter Vertrag stand.

## Karriere
LoVecchios Karriere begann in der United States Hockey League, wo er zwischen 2002 und 2005 bei den River City Lancers und Omaha Lancers spielte. Anschließend wechselte er an die Western Michigan University, bei der er insgesamt drei Spielzeiten verbrachte und parallel dazu einem Studium nachging. In den letzten beiden war er zusätzlich als Mannschaftskapitän auf dem Eis. Im Frühjahr 2010 bekam LoVecchio ein Angebot von den Providence Bruins aus der American Hockey League, der zweithöchsten Spielklasse Nordamerikas. Beim Farmteam der Boston Bruins verbrachte LoVecchio zweieinhalb Spieljahre, bevor er in der Saison 2010/11 zu den Rochester Americans transferiert wurde.
Für die Saison 2011/12 entschied sich LoVecchio, in die ECHL zu wechseln. Für die Utah Grizzlies stand er insgesamt 26-mal auf dem Eis und erzielte dabei zehn Tore und 13 Assists. Für zwölf Spiele stand er im Verlauf der Saison bei den San Antonio Rampage auf dem Eis.
Im Sommer 2012 erfolgte der erste Wechsel nach Europa, in die höchste italienische Spielklasse zum HC Alleghe. Mit 41 Punkten in 43 Spielen überzeugte er den norwegischen Spitzenklub Lillehammer IK, die ihn im folgenden Sommer unter Vertrag nahmen. Auch dort konnte LoVecchio seine starke Spielweise bestätigen und erzielte 58 Punkte in 46 Spielen.
Zur Saison 2014/15 wechselte LoVecchio in die multinationale Erste Bank Eishockey Liga zum ungarischen Klub Fehérvár AV19. Zu Saisonende verbrachte er neun Spiele bei Lørenskog IK in der norwegischen GET-ligaen.
Im Sommer 2015 zog es LoVecchio nach Japan zu den Nippon Paper Cranes, bei denen er insgesamt in zwei Spieljahren 108 Punkte in 96 Spielen erzielte. Aufgrund dieser starken Leistung wurde sein ehemaliger Arbeitgeber aus der EBEL wieder auf ihn aufmerksam und verpflichtete den US-Amerikaner für die Saison 2017/18.

## Erfolge und Auszeichnungen
- 2014 GET-ligaen All-Star-Team

## Karrierestatistik
(Legende zur Spielerstatistik: Sp oder GP = absolvierte Spiele; T oder G = erzielte Tore; V oder A = erzielte Assists; Pkt oder Pts = erzielte Scorerpunkte; SM oder PIM = erhaltene Strafminuten; +/− = Plus/Minus-Bilanz; PP = erzielte Überzahltore; SH = erzielte Unterzahltore; GW = erzielte Siegtore; 1 Play-downs/Relegation; Kursiv: Statistik nicht vollständig)